# The Bob Next Door
The Bob Next Door titulado El buen vecino en Hispanoamérica y El Bob de al lado en España, es el penúltimo capítulo de la vigesimoprimera temporada de la serie de televisión de dibujos animados Los Simpson. Fue emitido originalmente en Estados Unidos el 16 de mayo de 2010 por FOX.

## Sinopsis
La ciudad de Springfield sufre una crisis financiera y para reducir costos, se han tomado varias medidas, entre ellas poner en libertad a los  presidiarios encarcelados por delitos menores. Debido a estas circunstancias, muchas familias del vecindario deciden mudarse buscando una vida mejor, y muchas casas del pueblo se ponen en venta, entre ellas la de al lado de la casa de los Simpson. La casa es comprada por un hombre llamado Walt Warren, que con su amabilidad y buenos modales se gana enseguida la simpatía del vecindario. Sin embargo, Bart cree que Walt es en realidad su archienemigo Sideshow Bob, disfrazado y buscando venganza, ya que ambos tienen la misma voz.
Bart se vuelve paranoico y trata de encontrar pruebas que demuestren que Walt es en realidad Bob, pero no lo consigue. Marge intenta quitarle la idea de la cabeza llevándolo de visita a la cárcel de Springfield para comprobar que Bob sigue entre rejas. En efecto, Bob se encuentra en una celda acojinada, llevando una camisa de fuerza y escribiendo "Bart Simpson morirá" en las paredes y el suelo de la celda, sujetando un lápiz con los dientes. Bart se siente aliviado y al día siguiente acepta una invitación de Walt para ir con él a un partido de béisbol. Mientras tanto, Bob escapa de la cárcel y se dirige a casa de los Simpson. Allí revela que no es Bob, sino el auténtico Walt Warren, y lo demuestra mostrando sus pequeños pies, ya que los pies de Bob son gigantescos. En el coche, "Walt" reconoce que Bart tenía razón, en realidad él es Bob, y lo demuestra quitándose los zapatos y mostrando sus enormes pies. Bob ata y amordaza a Bart en el asiento del coche y se dirige a un lugar donde se unen cinco estados, para matarlo allí.
Bob explica como escapó de prisión: Walt era su compañero de celda, y se dio cuenta de que ambos eran bastante parecidos físicamente. Walt estaba encarcelado por un delito leve e iba a ser puesto en libertad. La noche antes de que Walt fuera liberado, Bob lo drogó y lo sometió a un trasplante para intercambiar sus caras. Bob salió de la cárcel llevando la cara y el cabello de Walt, haciéndose pasar por él. El trasplante dejó a Walt, llevando la cara y el cabello de Bob, sin poder hablar correctamente al no saber usar bien sus nuevos labios, por lo que los guardias de la cárcel pensaron que estaba loco y lo encerraron en la celda acojinada, donde escribió una y otra vez "Bart Simpson morirá" como advertencia. Walt y los Simpson van tras Bob, mientras que este se ha detenido en un restaurante y la camarera se enamora de su aspecto, hasta que la nueva cara de Bob se desprende, mostrando que la lleva cosida. Cuando los Simpson y Walt preguntan dónde esta Bob, la camarera los distrae y les dice que va en dirección a México. Los Simpson se dirigen hacia allí, mientras que Walt no está seguro de que eso sea cierto y se dirige al lugar de unión de los cinco estados para salvar a Bart y recuperar su cara y su verdadera identidad.
Bob planea matar a Bart de manera que cada uno de los actos de su crimen ocurra en un estado diferente, de manera que no pueda ser juzgado en ninguna parte: se colocará en el primer estado, disparará en el segundo, la bala pasará por el tercero, golpeará a Bart en el cuarto y él se desplomará muerto en el quinto. Bart intenta ganar tiempo colocándose en el mismo estado que Bob, hasta que Walt llega y ambos se enfrentan. Antes de que Bob pueda matar a Bart y Walt, el Jefe Wiggum, Eddie y Lou llegan para arrestarlo, ya que Bart sospechaba que Walt era en realidad Bob y pidió a la policía que lo siguiera. Ellos lo hicieron rastreando la señal de su vehículo híbrido, ya que todos ellos están secretamente controlados por el gobierno. Bob salta a otro estado en el que la policía de Springfield no tiene jurisdicción, pero acaba siendo rodeado por la policía de todos los estados y detenido por la policía de Nueva Jersey. Los Simpson llegan y se alivian al ver que Bart está a salvo.
Al final, la casa de Bob es comprada por Ted Flanders, el primo de Ned, que se traslada a vivir allí con sus hijas, lo que hace que Homer se lamente porque ahora vive junto a dos familias Flanders.